# Maserati 300S
Pour les articles homonymes, voir Maserati (homonymie).
La Maserati 300S est une voiture sport-prototype du constructeur automobile italien Maserati, produite à 28 exemplaires entre 1955 et 1958, avec un important palmarès, dont une 2e place des Championnat du monde des voitures de sport 1956, derrière Ferrari.

## Historique
Ce modèle sport-prototype est conçu par le designer Medardo Fantuzzi, sur une base de sa précédente Maserati 200S (en), avec une structure de châssis dite en treillis (au lieu de celle tubulaire du modèle Maserati 250F), une carrosserie légère en aluminium, un essieu arrière de type De Dion, et des freins à tambours en alliage et suspensions de 250F.

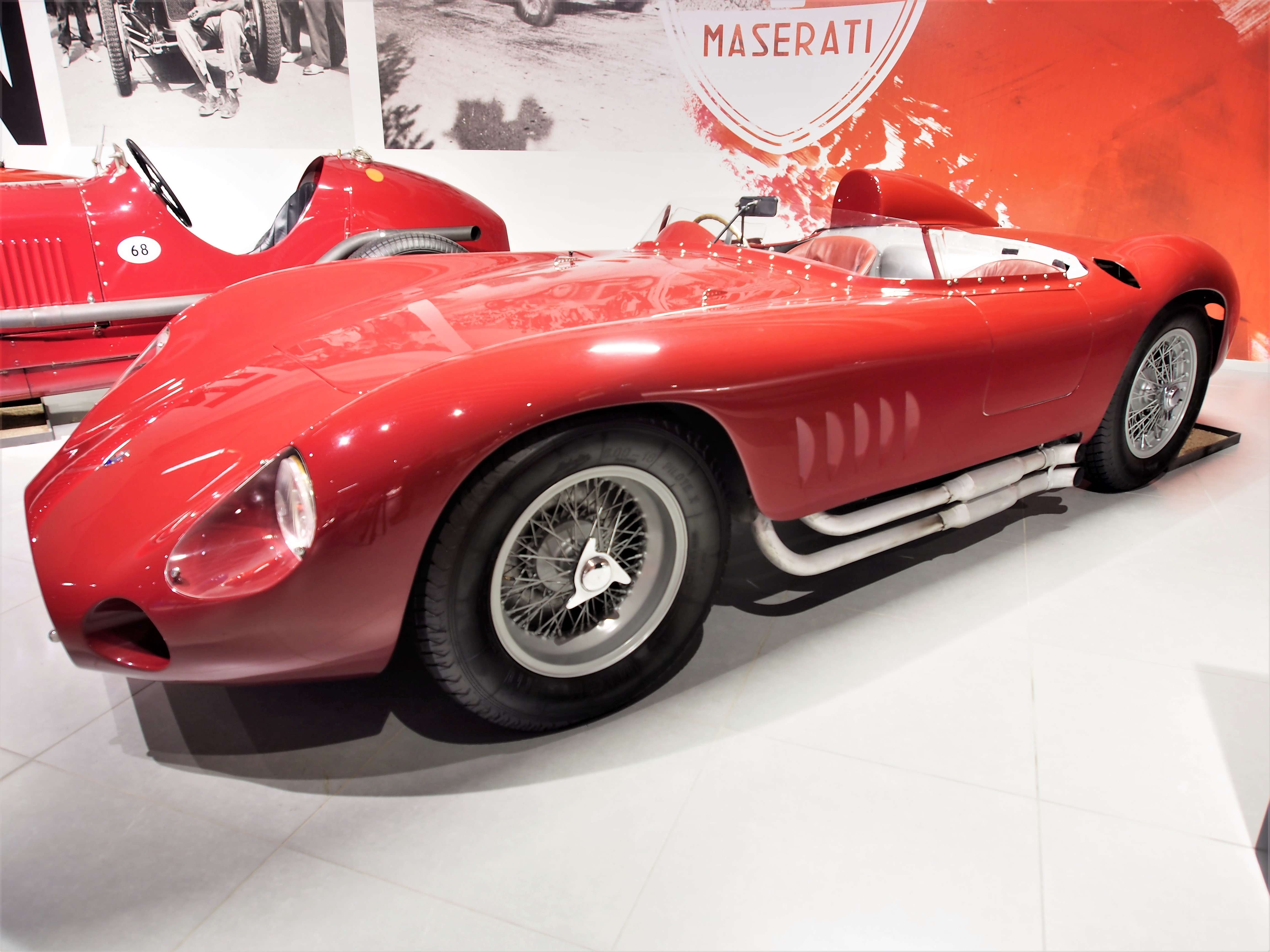
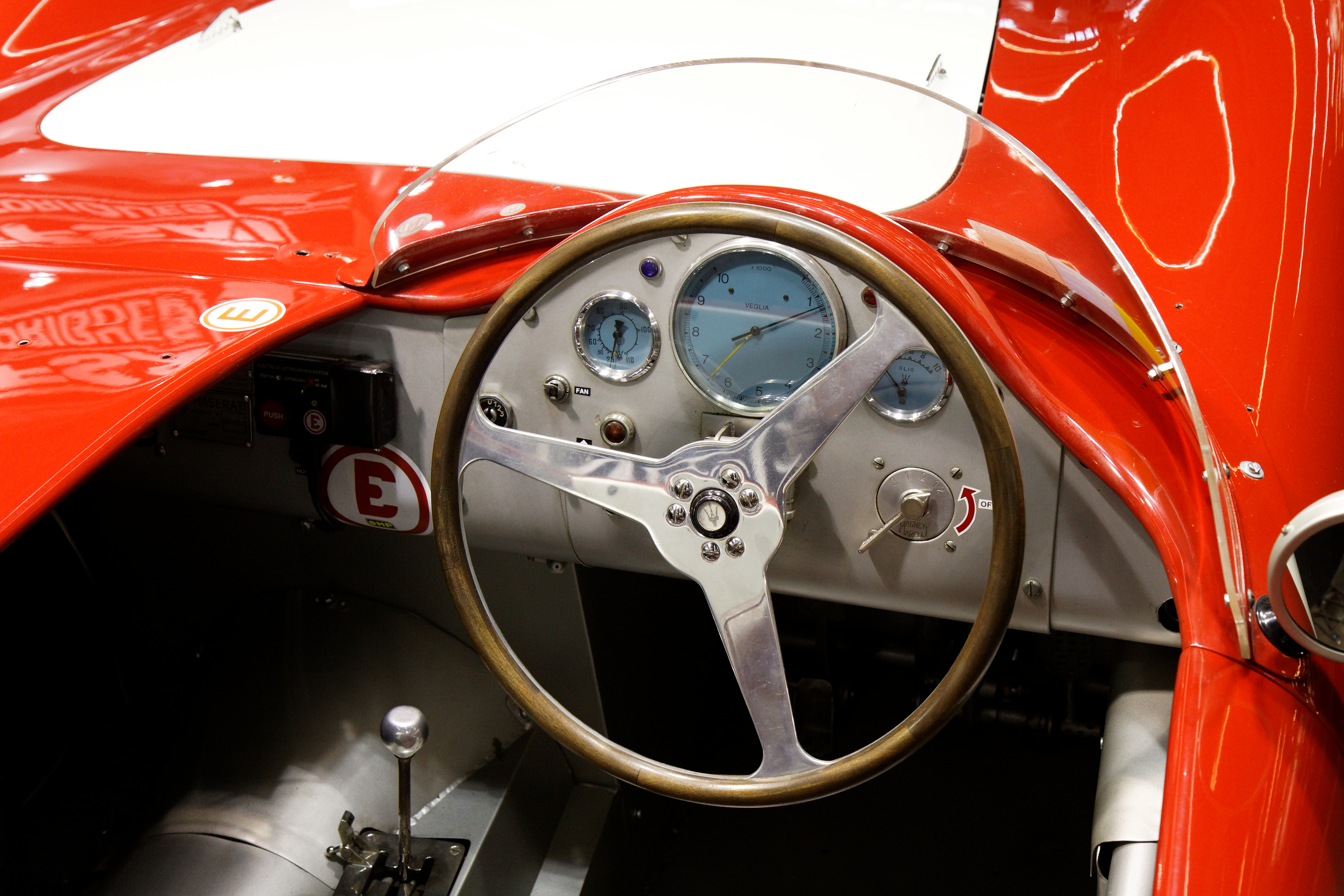
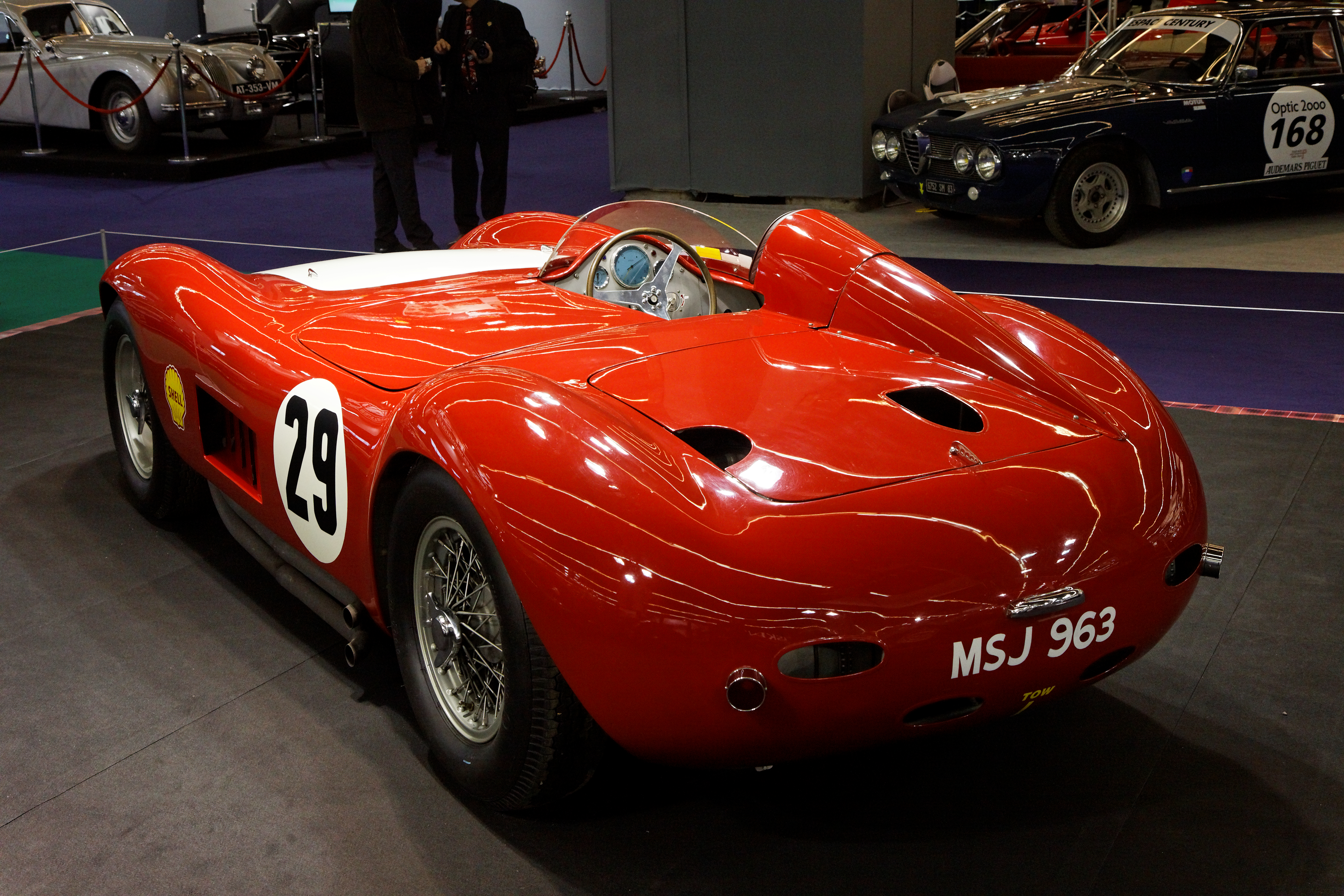

## Motorisation
La 300S est motorisée par un moteur 6 cylindres en ligne de 3 L de cylindrée de 245 ch à double arbres à cames en tête, double allumage, deux soupapes par cylindre, et trois carburateurs Weber (42DCO3, puis 45DCO3),. 

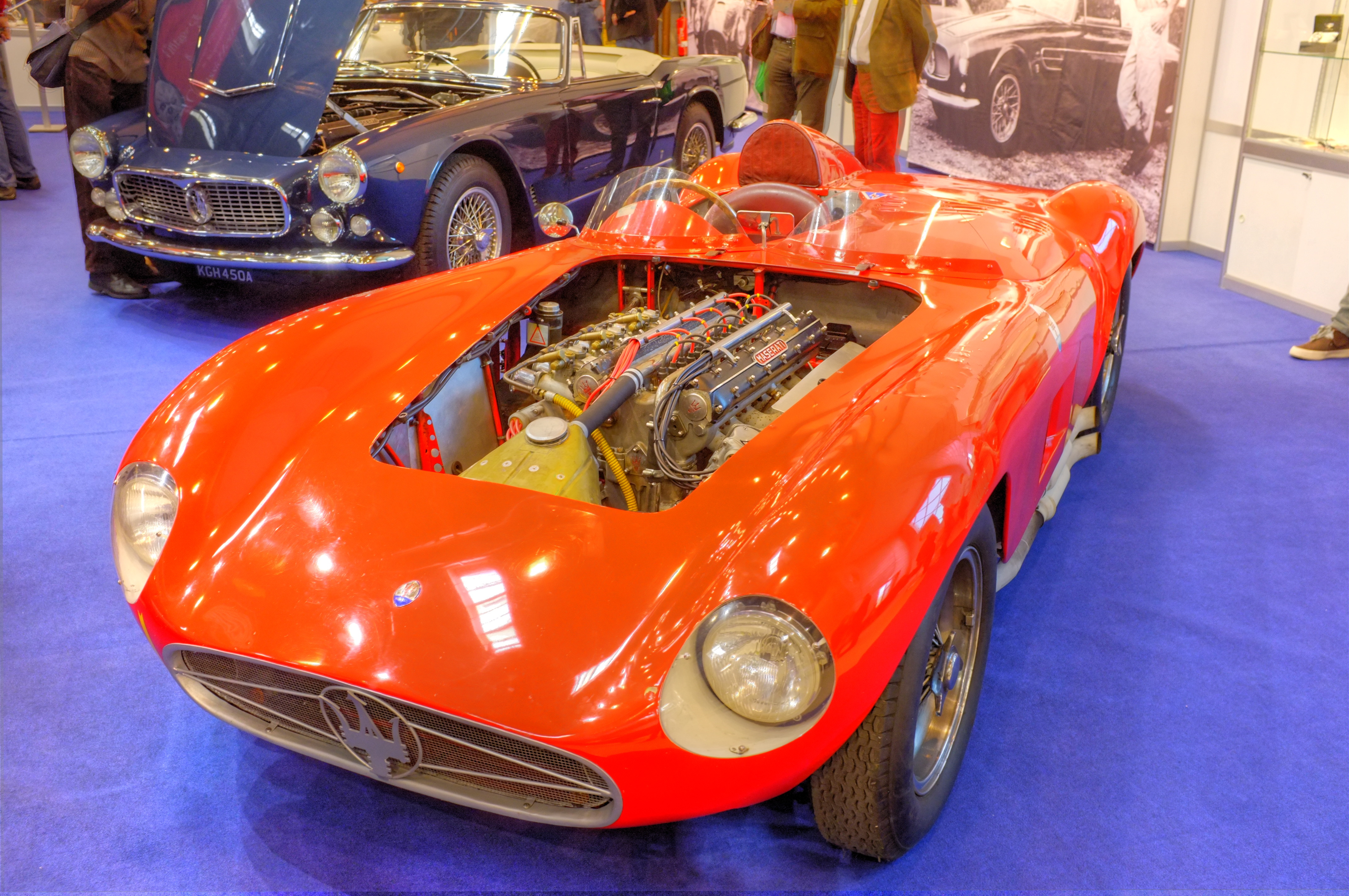
Moteur 6 cylindres en ligne 3 L Maserati.

Ce moteur des motoristes Maserati Vittorio Bellentani, Alberto Massimino et Gioachino Colombo est décliné de celui des Formule 1 Maserati A6GCM de 2L (1951) et Maserati 250F de 2,5 L (1955), avec un taux de compression réduit de 12:1 à 9.5:1, pour être utilisé avec un carburant usuel sur route. La boîte de vitesses à quatre rapports est transversale, avec deux chaîne axées sur les arbres à cames. Giulio Alfieri a renoncé à tenter d'adapter la voiture avec une injection d'essence. Développée avec un nouveau moteur V12 prototype, celle-ci a donné lieu au prototype de Maserati 350S V12 (châssis n°3503) de 1957.
Une version déclinée de ce moteur sera repris sur les Maserati 350S (1995), Maserati 3500 GT (1957), Maserati Sebring (1963) et Maserati Mistral (1963). 

## Compétition
La Maserati 300S détient un important palmarès (face entre autres à des Ferrari 860 Monza, Jaguar Type D, Porsche 550, Aston Martin DBR1 ou Mercedes-Benz 300 SLR...) dont une 2e place des Championnat du monde des voitures de sport 1956, derrière Ferrari,,.

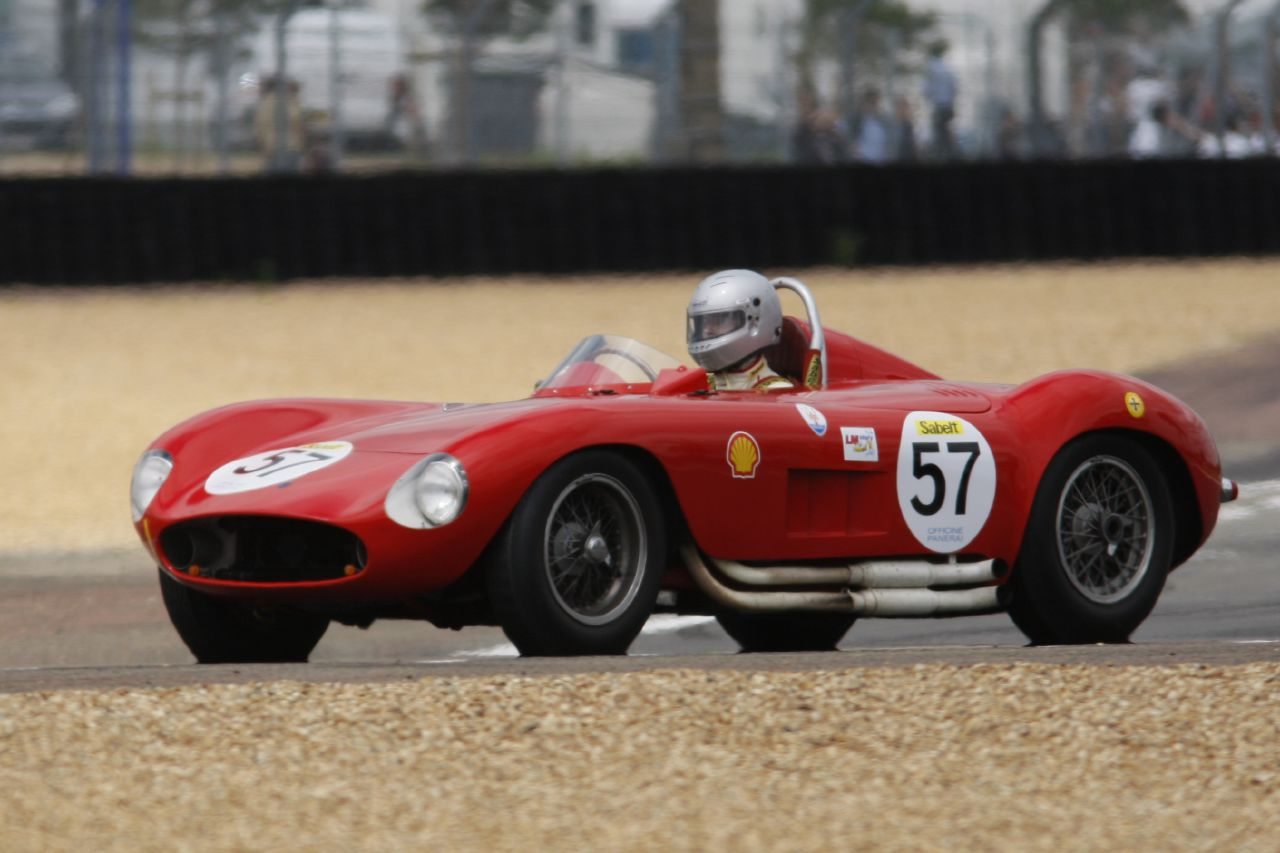
Sur le circuit Bugatti du Mans (2007).

Après la tragédie de Guidizzolo des Mille Miglia 1957, avec la sortie de route tragique d'une Ferrari 335 S, les derniers exemplaires ont été exclusivement écoulés aux États-Unis. Lors des 1 000 kilomètres de Buenos Aires 1958, disputés sur l'Autódromo Juan y Oscar Gálvez, l'Argentin Jorge Magnasco trouve la mort à son volant : il part en tonneaux et est éjecté du véhicule, pour finir écrasé par ce dernier.
La voiture dispute des courses officielles de Sportscars régulièrement à travers le monde, jusqu'au milieu des années 1960, et en particulier encore alors sur le circuit d'Interlagos de São Paulo au Brésil (dernières apparitions aux 12 Heures d'Interlagos de 1971, pour des courses d'endurance).
Les Maserati 350S 3,5 L et Maserati 450S V8 4,2L lui succède. 
Mark Knopfler (du groupe Dire Straits) possède une 300S qu'il pilote parfois lors d'évènements vintage et de courses historiques.

## Quelques victoires notoires

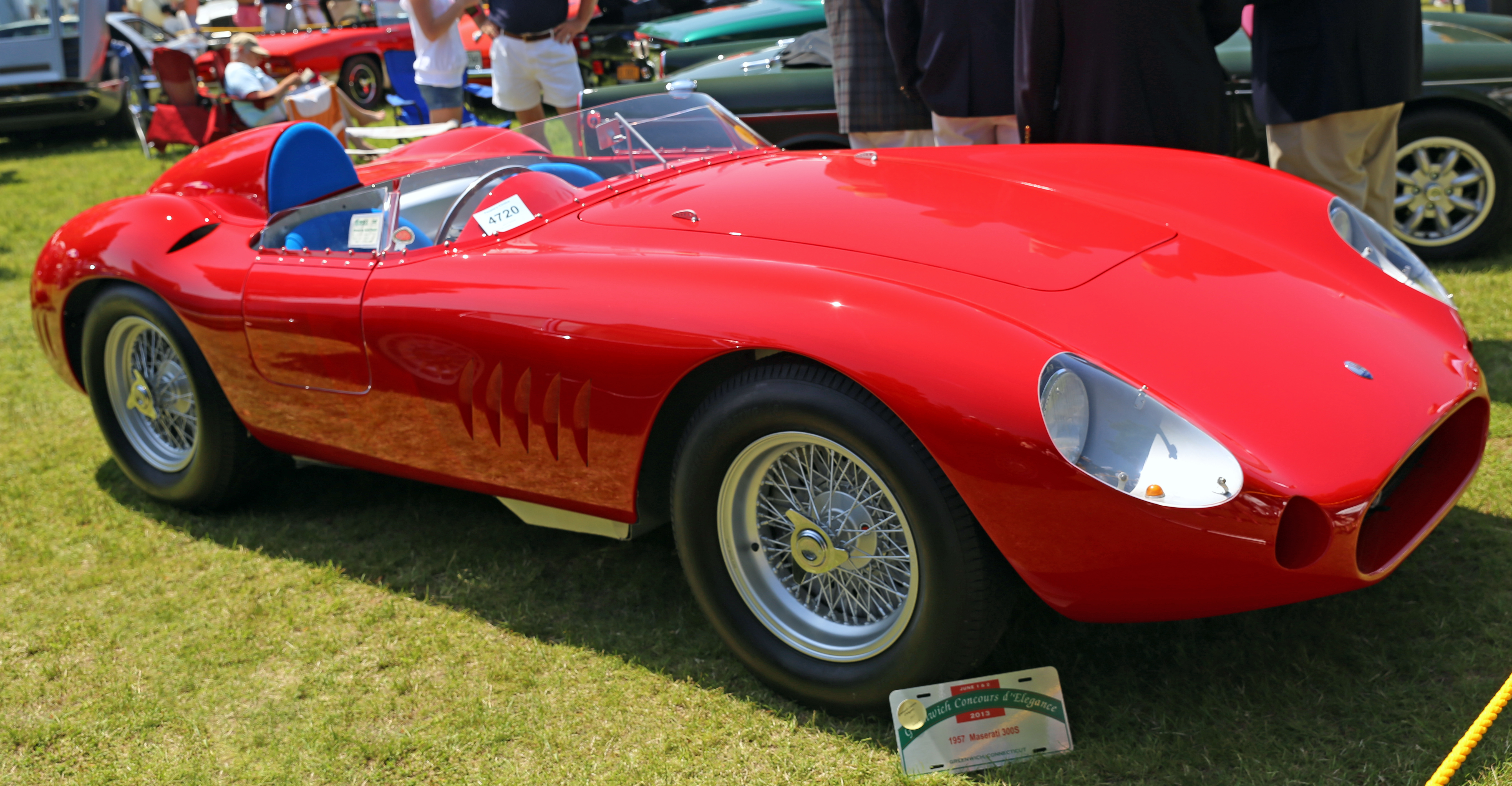
Au Greenwich Concours d'Elégance du Connecticut (2013).

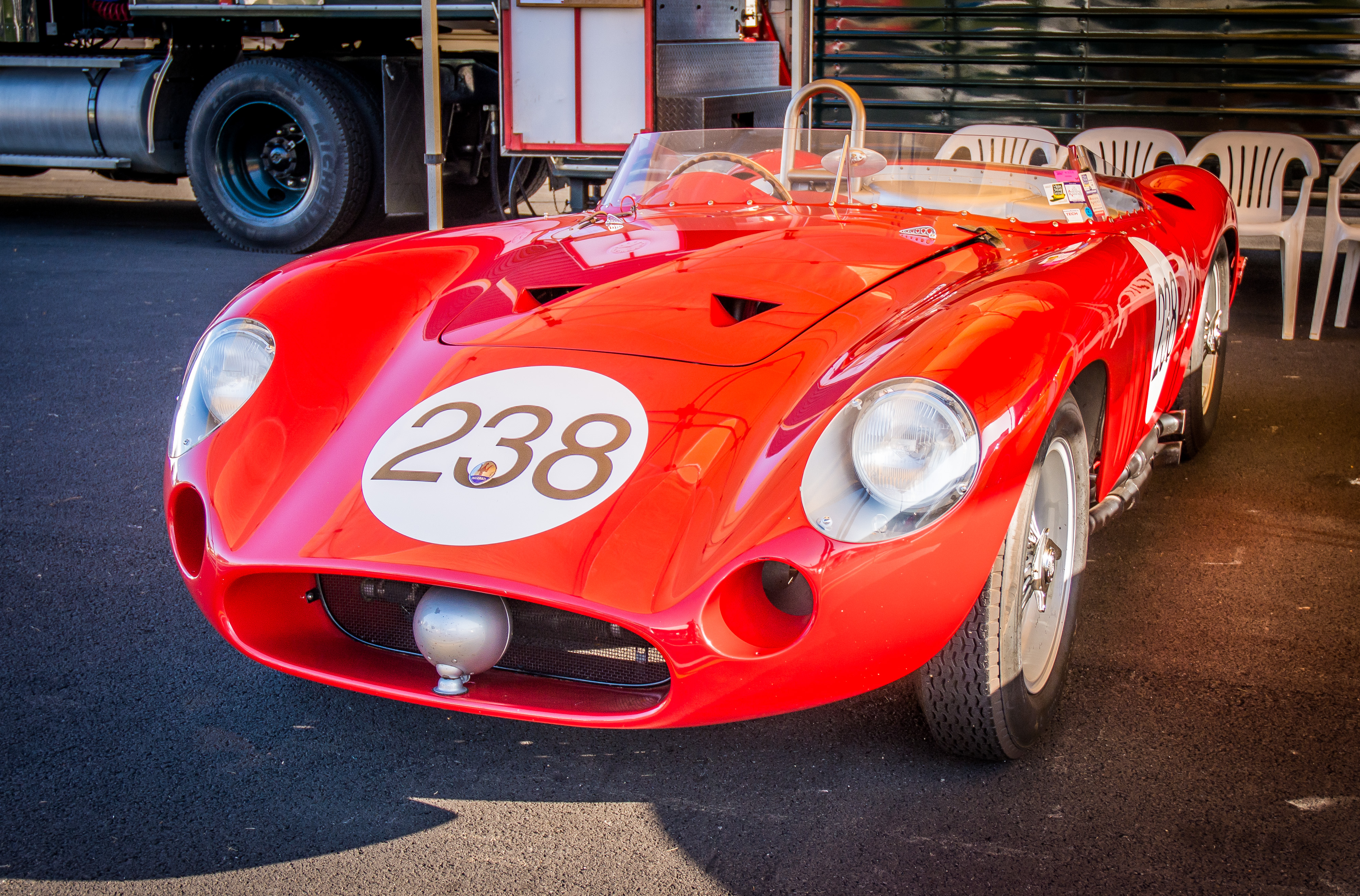
Circuit de Lime Rock Park dans le Connecticut.

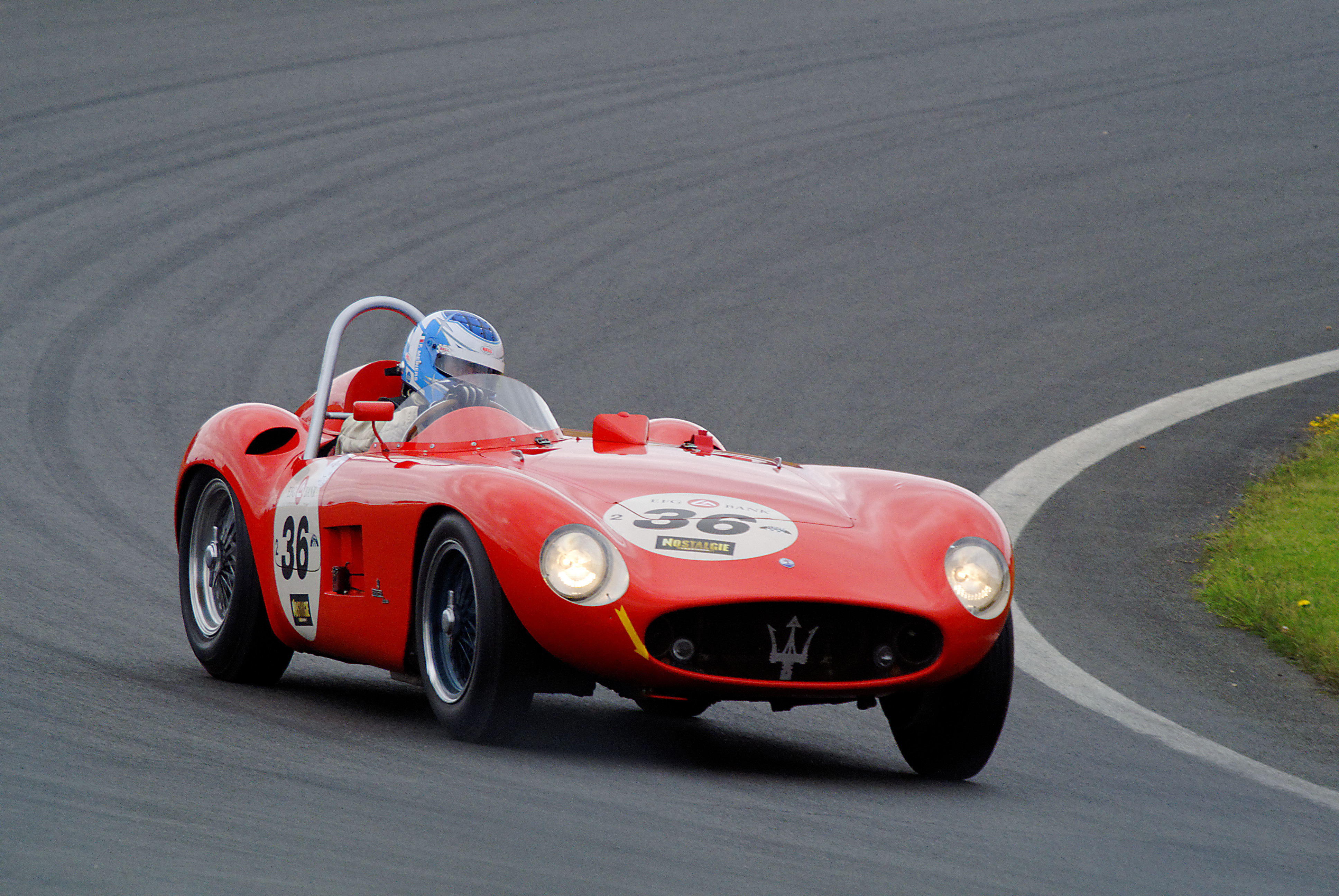
Le Mans Classic (2012).

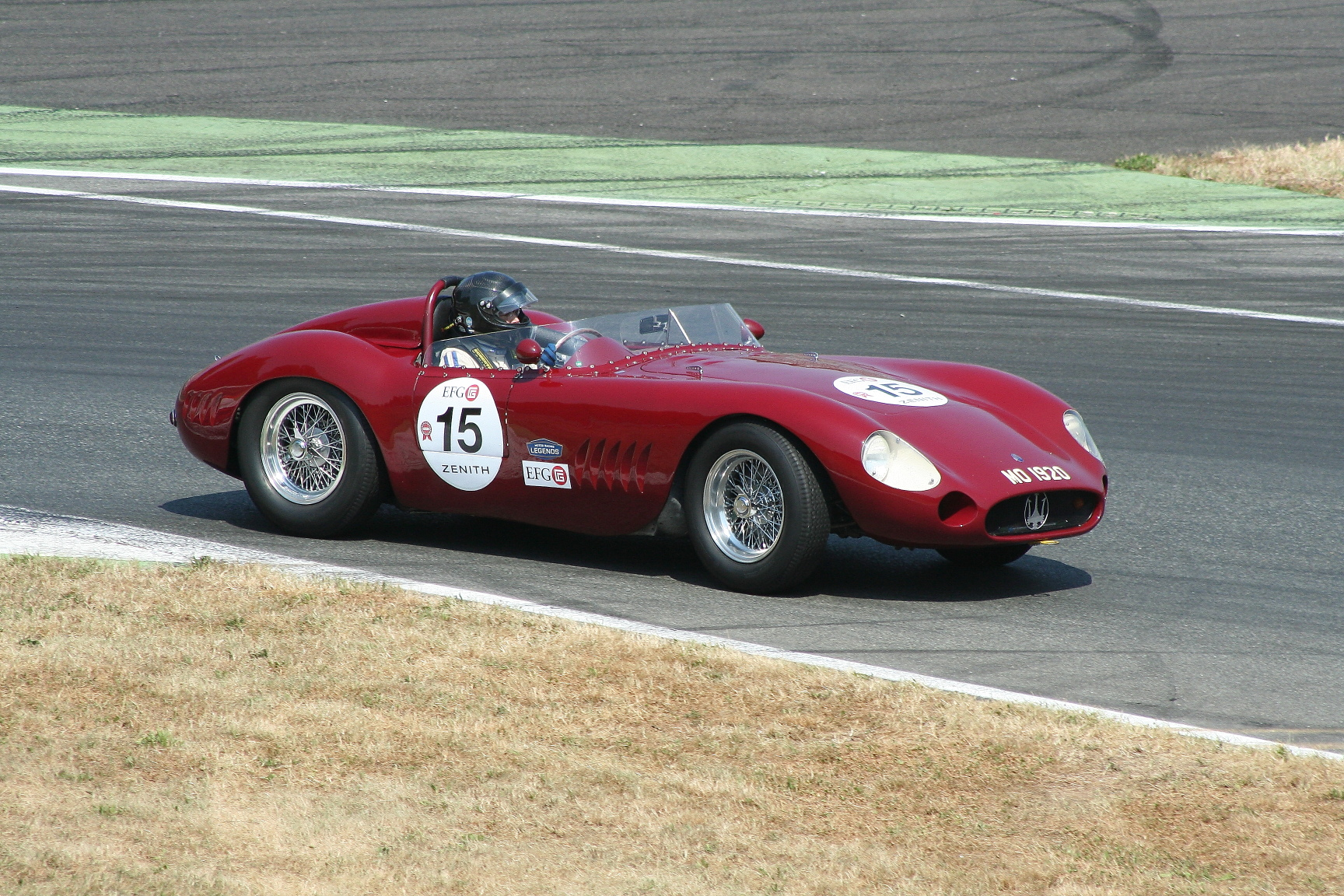
Monza Historic (2015).

Les Maserati 300S détiennent un important palmarès, dont :
- 1955 : 
  - Grand Prix automobile de Bari 1955 (Jean Behra);
  - 1 000 kilomètres de Monza (Supercortemaggiore) 1955 (Behra/Musso);
  - Circuit de Porto 1955 (Behra);
  - Sports Car Club of America (SCCA) National Finale à Thompson 1955 (Lloyd);
  - Grand Prix automobile du Venezuela 1955 (Juan Manuel Fangio);
  - Main Palm Springs 1955 (Gregory)
  - 3e des 12 Heures de Sebring 1955 (Spear/Johnston).
- 1956 : 2e des Championnat du monde des voitures de sport 1956
  - 6 Heures du Nürburgring 1956 (
  - 1 Heure de Torrey Pines 1956 (Gregory)
  - 1 000 kilomètres de Buenos Aires 1956 (Moss/Menditéguy);
  - RRR Willow Springs 1956 (Bryan);
  - Grand Prix des Frontières 1956 (Musy);
  - 1 000 kilomètres du Nürburgring 1956 (Moss/Schell/Taruffi/Behra);
  - 1 000 kilomètres de Paris 1956 (Behra/Rosier);
  - Grand Prix de Silverstone 1956 (Moss);
  - Grand Prix des Sables d'Olonne 1956 (Musy);
  - Grand Prix automobile de Bari 1956 (Moss);
  - Coupe du Salon 1956 (Godia-Sales);
  - Grand Prix du Venezuela 1956 (Moss);
  - 1956 Australian Tourist Trophy (en) (Moss);
  - Trophée Nassau des Bahamas Speed Week (en) 1956 (Moss);
- 1957 : 
  - Grand Prix de Cuba (La Havane) 1957 (Fangio);
  - Albert Park 1957 (Whiteford);
  - Trofeo Vigorelli Monza 1957 (Piotti);
  - SCCA National Cumberland 1957 (Shelby);
  - SCCA National Lime Rock 1957 (Shelby);
  - Grand Prix automobile du Portugal (Monsanto) 1957 (Fangio);
  - Grand Prix de São Paulo 1957 (Fangio);
  - Grand Prix de Rio de Janeiro 1957 (Fangio);
  - 2e des 12 Heures de Sebring 1957 (Moss/Schell);
  - 2e des Road America 500 1957 (Shelby);
  - 3e des 6 Heures de Kristianstad 1957;
- 1958 : 
  - Vila Real 1958 (Moss; 2e Behra; 3e Godia-Sales);
  - Kanonloppet 1958 (Moss);
- 1959 : 500 kilomètres d'Interlagos (São Paulo) 1959 (Barberis);
- 1960 :
  - Grand Prix de Rio de Janeiro 1960 (Cabral);
  - Longford 1960 (Whiteford - dernière victoire);
  - 4e des 1 000 kilomètres de Buenos Aires 1960.

## Quelques pilotes notoires
Juan Manuel Fangio, Stirling Moss, Masten Gregory, Carlos Menditéguy, Harry Schell, Piero Taruffi, Luigi Musso, Jean Behra, Louis Rosier, Piero Taruffi, Benoît Musy, Carroll Shelby, Giorgio Scarlatti, Jo Bonnier, Francisco Godia-Sales, Luigi Piotti, Tony Smith, Roberto Mières (Le Mans 1955), Cesare Perdisa (Le Mans 1955), Luigi Valenzano (Le Mans 1955), Doug Whiteford (en), Bill Lloyd (SCCA Regional 1955, puis Champion SCCA National 1956 catégorie D modifiée avec la voiture).